# UNOCI

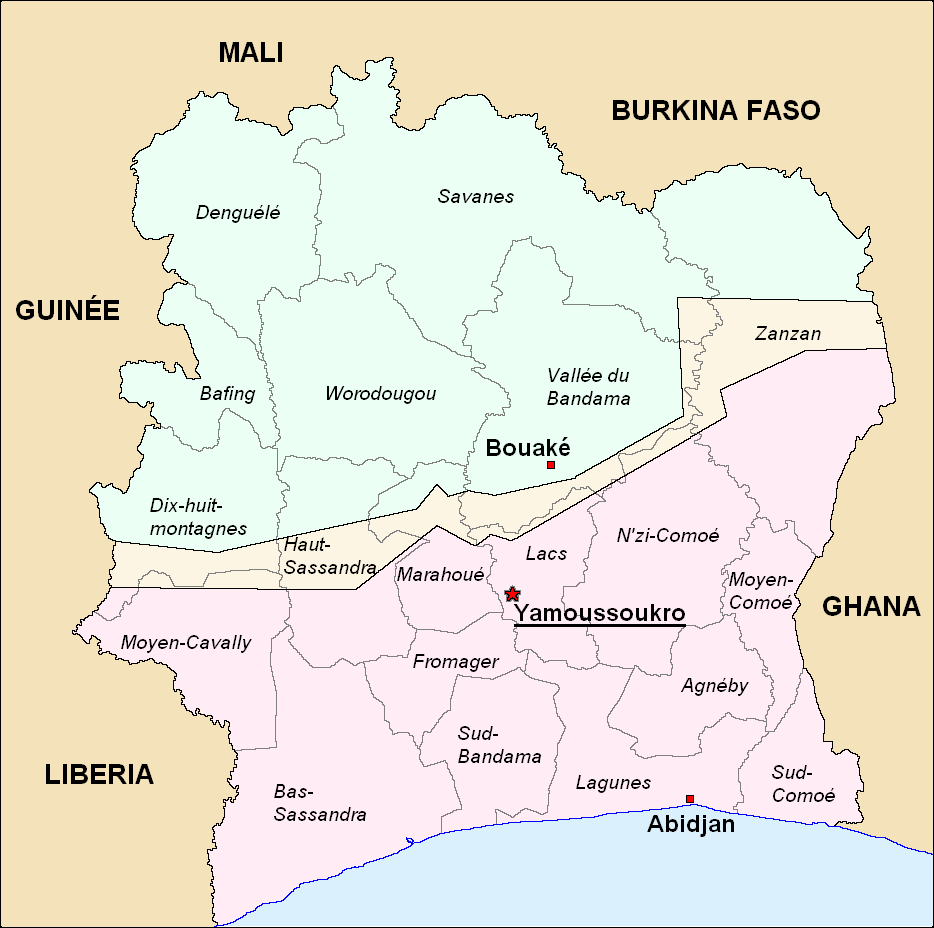
Door UNOCI bewaakte bufferzone (situatie vóór de crisis van 2010-2011)

UNOCI (United Nations Operation in Côte d'Ivoire) was een vredesmissie van de Verenigde Naties in Ivoorkust. De missie opereerde onder mandaat van de VN-Veiligheidsraad. Ze werd aanvankelijk voor de duur van een jaar ingesteld bij resolutie 1528 van 27 februari 2004 en daarna meermalen verlengd.
Het doel van UNOCI is het stabiliseren van de situatie in Ivoorkust, waar in 2002 een burgeroorlog uitbrak. In 2003 werd een vredesovereenkomst gesloten tussen de strijdende partijen, en UNOCI werd begin 2004 ingesteld om het afwikkelen daarvan in goede banen te leiden. Daartoe werden onder meer de strijdende partijen uit elkaar gehouden met een door UNOCI-troepen bewaakte bufferzone (Frans: zone de confiance).
Hoewel het geweld in 2004 wat geluwd was en in 2007 opnieuw een overeenkomst werd gesloten tussen de strijdende partijen, kon ook UNOCI niet voorkomen dat de Ivoriaanse presidentsverkiezingen van 2010 leidden tot een regeringscrisis en hernieuwd geweld. De zittende president Laurent Gbagbo weigerde de verkiezingsuitslag, een meerderheid van 54% voor zijn rivaal Alassane Ouattara, te erkennen. Dit mondde uiteindelijk uit in nieuw geweld tussen regeringstroepen en rebellen. De troepen van Ouattara veroverden vanuit het noorden grote delen van Ivoorkust en in april 2011 werd Gbagbo in de hoofdstad Abidjan gearresteerd. In november van dat jaar werd hij overgedragen aan het Internationaal Strafhof. Bij de 'tweede burgeroorlog' in 2010-2011 verloren circa 2000 mensen het leven.
De missie bestaat uit bijna 6000 militairen, circa 1500 politieagenten, en enkele honderden militaire waarnemers en burgers. Militairen en politiemensen die aan deze missie hebben deelgenomen, komen in aanmerking voor de UNOCI-medaille.